# إدنكوبن
ادنكوبن (بالألمانية: Edenkoben) هي بلدة ألمانية تقع في ألمانيا في راينلند بالاتينات. يقدر عدد سكانها بـ 6,699 نسمة .

## المدن التوأمة
مدن رادهبورغ، Étang-sur-Arroux، بكسباخ و دينكلزبول هي مدن توأمة لـادنكوبن.

## أعلام
- يوجين فون لوميل
- فريدريك أرنولد